# Finsk mytologi

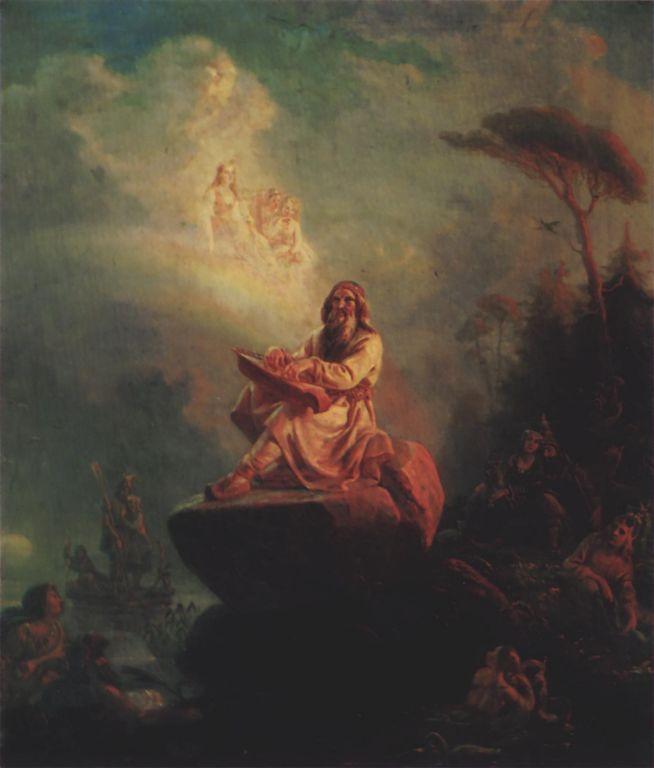
R.W Ekman: Väinämöinen

Finsk mytologi har överlevt som en muntlig tradition en god bit in på 1700-talet.
Med utgångspunkt i animistiska trosföreställningar har finländarna hållit liv i en av de få primitiva, religiösa traditionerna i Västeuropa, om än i sekulariserad form. Riterna kring jakten (Peijainen), skörden och sådden kan uppfattas som blott sociala tilldragelser men de andliga aspekterna har aldrig helt försvunnit.
Den finske himmelsguden var ursprungligen en naturande bland flera andra , men inflytandet från andra kulturer gjorde att han fick allt större betydelse och den finska kom till slut att uppvisa henoteistiska drag. Bland de många heliga djuren i den finska mytologin hade björnen särskilt stor betydelse i kulten - hans andliga namn yppades dock aldrig av finländarna.
De finska gudarnas aktiva tillbedjare i modern tid är begränsat till mindre och sinsemellan motsägelsefulla nyhedniska grupper och vanligen isolerade upprätthållare av den långa och obrutna traditionen. Det finns emellertid många ögonblick i finländarnas liv då de, mer eller mindre medvetet, frambesvärjer de traditionella andeväsendena eller följer de gamla sederna för att inte stöta sig med dem.
Det finska trossystemet omnämns första gången av biskop Michael Agricola i hans introduktion till den finska översättningen av Nya Testamentet 1551. Hans beskrivningar av tavasternas och karelernas gudar och andeväsen var i princip de enda som gjordes innan Elias Lönnrot skrev Kalevala i mitten av 1800-talet.

## Lista över gestalter och platser i finsk mytologi
| Finska hjältar, gudar och andeväsen | Finska hjältar, gudar och andeväsen                                             | Finska hjältar, gudar och andeväsen                                                                |
| Namn                                | Alternativt namn                                                                | Beskrivning                                                                                        |
| ----------------------------------- | ------------------------------------------------------------------------------- | -------------------------------------------------------------------------------------------------- |
| Aallotar                            |                                                                                 | gudomlig sjöjungfru, böljornas mö                                                                  |
| Aarni                               | Haarni                                                                          | väsen som vaktar nedgrävda skatter                                                                 |
| Ahti                                | Ahto                                                                            | havens gud, givare av fiskar                                                                       |
| Ajattara                            | Ajatar                                                                          | en ond skogsande                                                                                   |
| Akka                                |                                                                                 | kvinnliga andeväsen                                                                                |
| Antero Vipunen                      |                                                                                 | en underjordisk kunskapsande                                                                       |
| Hiisi                               |                                                                                 | demon                                                                                              |
| Iku-Turso                           | Turis, Turisas m.fl.                                                            | Sjöodjur                                                                                           |
| Ilmarinen                           | Seppo Ilmarinen                                                                 | den store uppfinnaren, smed                                                                        |
| Ilmatar                             |                                                                                 | kvinnlig luftande, jungfrulig moder till flera viktiga gudar och universums skapare                |
| Jumala                              |                                                                                 | ursprunglien en antropomorf talisman (senare namnet å den kristne guden)                           |
| Kalmah                              |                                                                                 | dödens och förruttnelsens gudinna                                                                  |
| Kullervo                            |                                                                                 | tragisk hjälte                                                                                     |
| Lemminkäinen                        | Ahti Saarelainen, Kaukomieli                                                    | en fräck hjälte                                                                                    |
| Lempo                               |                                                                                 | en elak ande                                                                                       |
| Lalli                               |                                                                                 | en finländare som dräpte Biskop Henrik (enligt legenden)                                           |
| Louhi                               |                                                                                 | matriark i Pohjola                                                                                 |
| Luonnotar                           |                                                                                 | naturande, skapare                                                                                 |
| Maaemo                              |                                                                                 | moder jord                                                                                         |
| Menninkäinen                        |                                                                                 | en skogspyssling, ett jordtroll, en vätte, en leprechaun, en goblin                                |
| Mielikki                            |                                                                                 | Tapios hustru, skogsgudinna                                                                        |
| Nyyrikki                            |                                                                                 | jaktgud, Tapios son                                                                                |
| Näkki                               |                                                                                 | fruktat andeväsen associerad med dammar, brunnar och broar (Näcken)                                |
| Otso                                |                                                                                 | ett av björnandens många epitet                                                                    |
| Peikko                              |                                                                                 | troll                                                                                              |
| Perkele                             |                                                                                 | en ond ande (senare ett namn på Satan)                                                             |
| Pellervo                            | Sampsa Pellervoinen                                                             | skördegud                                                                                          |
| Piru                                |                                                                                 | demon (senare ett namn på Satan)                                                                   |
| Päivätär                            |                                                                                 | dagens gudinna                                                                                     |
| Syöjätär                            |                                                                                 | skräckinjagande skogsväsen som förekommer i sagor av bland andra Anni Swan. Har likheter med Louhi |
| Tapio                               |                                                                                 | skogsgud                                                                                           |
| Tellervo                            | Tuulikki                                                                        | djur- och skogsgudinna, Tapios dotter                                                              |
| Tonttu                              |                                                                                 | tomte                                                                                              |
| Tuonetar                            | Tuonen tytti, tuonen piika                                                      | sköter färjan över till Tuonela                                                                    |
| Ukko                                |                                                                                 | himmels- och åskgud, gudarnas herre                                                                |
| Vellamo                             |                                                                                 | Ahtis hustru, havsgudinna                                                                          |
| Väinämöinen                         |                                                                                 | den vise mannen och en magisk musiker                                                              |
| Finska mytologiska platser          |                                                                                 | |
| Kyöpelinvuori                       | Raatikko                                                                        | plats dit kvinnor som dör som oskulder går (senare motsv. till Blåkulla)                           |
| Tuonela                             | Manala                                                                          | de dödas boning                                                                                    |
| Tuonelan virta                      | Tuonen joki                                                                     | älv som omgärdar Tuonela                                                                           |
| Pohjola                             |                                                                                 | det nordliga maktcentrum som styrdes av Louhi                                                      |
| Kaleva                              |                                                                                 | |
| Se även: Kalevala                   |                                                                                 | |
| Finska mytologiska artefakter       |                                                                                 | |
| Sampo                               | en magisk artefakt, ibland liknad vid en lyckokvarn, som gav tur till sin ägare | en magisk artefakt, ibland liknad vid en lyckokvarn, som gav tur till sin ägare                    |
| Väinämöinens magiska kantele        | tillverkad av en stor gäddas underkäke                                          | tillverkad av en stor gäddas underkäke                                                             |